# Heino Fikser Alt
Heino Fikser alt er en dansk tv-serie, om handymanden Heino Lange der hjælper børn med forskellige projekter. Serien er instrueret af Philip Th. Pedersen efter koncept af Lars Christiansen og manuskript af Sanne Munk. Den er produceret af Copenhagen Bombay for DR Ramasjang. 
Sæson 1 på 20 afsnit blev vist i 2018 på DR Ramasjang. Sæson 2 var en jule-special med titlen 'Heino fikser julen' der blev sendt på DR Ramasjang i julen 2018. 
Heino Lange karakteren vendte desuden tilbage i serien Heino og Vildmarksholdet der blev vist på DR Ramasjang i 2020. 
Heino Lange er en meget selvsikker, men katastrofalt dårlig handyman, der tager ud og hjælper danske børn med forskellige byggeprojekter. Projekterne ender altid galt, men Heinos evne til at gøre tingene på en anderledes måde, gør at børnene bliver glade alligevel.

## Medvirkende
- Troels Thorsen - Heino Lange